# !Oka Tokat
!Oka Tokat è una serie TV drammatica basata sul paranormale in onda su ABS-CBN dal 1997 al 2002. Veniva trasmessa ogni martedì sera ed aveva come protagonisti Ricky Davao, Diether Ocampo, Jericho Rosales, Angelika de la Cruz, Rica Peralejo, Paolo Contis e Agot Isidro.

## Cast e personaggi
- Agot Isidro, Corona "Rona" Catacutan del Fierro
- Ricky Davao, Joaquin "Jack" Villoria
- Rica Peralejo, Richelou "Ricki" Montinola
- Diether Ocampo, Benjamin "Benjie" Catacutan
- Jericho Rosales, Jeremiah "Jeremy" Tobias
- Angelika de la Cruz, Tessa Sytanco (1997 - 1999)
- Paolo Contis, Niccollo "Nico" Tobias
- Joy Viado, Tita Gaying
- Giselle Sanchez, Dalen
- Marc Solis, Jolo
- Lorena Garcia, Jing Jing
- Carmina Villaroel, Carmela, moglie del diavolo